# Gary Thain
Gary Mervin Thain (Christchurch, 15 maggio 1948 – Londra, 8 dicembre 1975) è stato un bassista neozelandese.
È noto soprattutto per il suo lavoro con gli Uriah Heep e la band di Keef Hartley.
Il suo stile era caratterizzato da fraseggi possenti, veloci e melodici che diedero nuova vita ai pezzi degli Uriah Heep, donando una ben più presente "spina dorsale" in buona parte dei loro lavori, frutto di una ottima collaborazione con il batterista Lee Kerslake.
Originariamente nella band di Keef Hartley, venne convinto a far parte degli Uriah Heep durante il tour di Look At Yourself. Registrò con loro Demons And Wizards (1972), The Magician's Birthday (1972), Live (1973), Sweet Freedom (1973), Live At Shepperton (1974) e Wonderworld (1975).

## Biografia

### Inizio
Gary Thain nasce a Christchurch in Nuova Zelanda il 15 maggio 1948. Iniziò a suonare quando suo padre, vista la sua passione, gli regalò un basso per il suo 14º compleanno. Terminati gli studi, divenne il bassista del Plainsman, un locale dove si faceva blues molto particolare: i cantanti arrivavano senza gruppo e gli strumentisti del locale li accompagnavano. Ciò, ovviamente, costringeva questi - compreso Gary - a imparare ogni giorno canzoni nuove. Dopo questa esperienza, andò a lavorare in un garage di Christchurch che oggi è diventato un vero e proprio museo in suo onore. Trascorse poco tempo e Gary decise di fare della sua passione un lavoro. Andò in Australia per trattenersi li un anno, quindi si trasferì in Inghilterra per entrare nelle file del suo primo gruppo professionale i New Nadir. La band trascorse molto tempo in Svizzera dove era molto popolare. A detta di molti l'avvicinamento di Gary alle droghe deve essere fatto risalire a questo periodo. All'inizio del 1968 i New Nadir registrarono un album per la Witchseason che però non fu mai messo in commercio.
Nel 1970 Joe Boyd registrò un album con le covers degli artisti della Witchseason usando anche un pezzo dei New Nadir cantato da Elton John e David Byron. Nel 1968 i New Nadir si sciolsero e Gary Thain si unì alla The Keef Hartley Band dove, oltre a suonare il basso, cantò da solista un pezzo titolato You Say You're Together Now. La band suonò spesso al Marquee di Londra per arrivare al mega concerto di Woodstock nel 1969. Il 1970 vede la partecipazione di Gary Thain nell'album Fiends And Angles di Martha Velez dove suonarono anche "mostri sacri" come Eric Clapton. Continuava, nel mentre, la militanza di Gary nelle file della Keef Hartley Band fino all'album 72nd Brave - che includeva anche un pezzo composto da lui - quando il cantante Miller Anderson lasciò la band e il gruppo si sciolse. Nel 1971 Gary suonò nell'album Bright City di Miller Anderson; dopo quell'anno si unì insieme a Miller alla Pete York Persussion Band che si sciolse di lì a poco.

### Con gli Uriah Heep
Fu a questo punto che Gary ricevette una telefonata di Ken Hensley che lo invitava a unirsi agli Heep. Sulle prime Gary era un po' incerto in quanto il suo amico Mark Clarke gli aveva detto che non voleva continuare a lavorare negli Uriah Heep. L'incertezza, però, durò poco e in men che non si dica Gary Thain si ritrovò nell'aereo che lo portava, insieme agli Uriah Heep, in America per una tournée in qualità di bassista del gruppo. A questo punto la storia di Gary Thain si fonde con quella degli Heep. 
L'intossicazione dovuta alla droga di Thain andava accentuandosi toccando il suo culmine, pare, durante la lavorazione di Wonderworld. In ogni caso, nonostante i devastanti effetti che le droghe provocavano sul suo fisico - che si stava letteralmente "asciugando" - le esecuzioni di Thain erano sempre all'altezza della situazione. Si andò quindi avanti fino a un concerto di Dallas il 15 settembre 1974 dove Gary fu scaraventato in mezzo al palco privo di sensi da una scossa elettrica. Gli altri Heep terminarono il concerto, mentre lui fu trasportato in camerino dove rinvenne ma - a detta dei testimoni - in condizioni tali da far pensare che stesse vivendo, per così dire, in un altro mondo. Stette in ospedale per tre settimane e fu lasciato dalla moglie Carol che si portò via la piccola Nathalie, figlia di Gary. A questo periodo pare risalga la sua assunzione di eroina (Gary stesso disse che la prima volta che si iniettò la sostanza risaliva ad alcuni mesi prima della morte). Quando uscì dall'ospedale Gary non era solo ma con la sua seconda moglie Mika. Gerry Bron lo chiamò per ordinargli - com'era suo costume - di proseguire il tour, ma Gary stava ancora malissimo e in tutta risposta disse a Bron "si fotta il tour".

### Ritorno dopo il tour
Alcune settimane dopo, comunque, Gary Thain si riunì agli Heep per continuare il tour, ma non fu più lo stesso. Era molto malato e il suo stato non gli consentiva di proseguire. Per questa ragione Bron e gli Uriah Heep decisero di licenziarlo togliendogli, di fatto, la cosa che aveva amato di più nella sua vita: fare musica. Era l'inizio del 1975 e anche l'inizio della fine di Gary Thain.
Pare non si sappia molto sull'ultimo anno della vita del bassista. Diverse settimane dopo il suo licenziamento cercò di proporsi ad altre band, ma nessuno voleva una persona nelle sue condizioni. La sua malattia, nel mentre, andava peggiorando sempre più: aveva problemi al cuore e l'eroina lo stava praticamente annientando; a questo punto lo lasciò anche Mika. Gary rientrò in ospedale e qui vennero a intervistarlo alcuni giornalisti della rivista "Pop" che, successivamente, riferirono di non aver parlato con una persona normale. Non si conosce bene il motivo ma pare che due settimane prima della morte Gary ebbe dei problemi anche con la legge che lo avrebbero portato alla galera; di fatto non ci entrò mai.

### La morte
L'8 dicembre 1975 Yoko (la sua nuova ragazza) lo trovò morto per un'overdose di eroina nella sua casa in Norwood Green in bagno. Ci furono diverse speculazioni sulla morte di Gary Thain: alcuni dicono che morì nel marzo del 1976, altri sostengono che l'overdose fosse una copertura e che il bassista, in realtà, sia stato ucciso da qualcuno mandato dalla famiglia di Yoko che era di origine indiana e che non approvava quell'unione.
Non c'è ragione di dubitare, viste anche le condizioni di salute di Gary, della versione ufficiale che fu pubblicata circa le cause della sua morte. Gary Thain si spegneva a soli 27 anni, facendolo entrare di diritto nello sfortunato Club 27, e con lui si spegneva per sempre un altro pezzo di rock.

## Discografia (LP)

### Champion Jack Dupree
- Scoobydoobydoo  (1969)

### Martha Velez
- Friends and Angels (1970)

### Keef Hartley Band
- Halfbreed (1969)
- The Battle of North West Six (1969)
- The Time is Near (1970)
- Little Big Band Live at The Marquee 1971 (1971)
- Overdog (1971)
- 72nd Brave (1972)

### Miller Anderson
- Bright City (1971)

### Pete York Percussion Band
- The Pete York percussion band (1972)

### Uriah Heep
- Demons & Wizards (1972)
- The Magician's Birthday (1972)
- Uriah Heep Live (1973)
- Sweet Freedom (1973)
- Wonderworld (1974)

### Ken Hensley
- Proud Words on a Dusty Shelf (1973)

## Discografia (singoli)

### The Strangers
- 1963:
  - A Side: My Blue Heaven
  - B Side: The Dark At The Top Of The Stairs
- 1964:
  - A Side: Pretend
  - B Side: Alright
- 1965:
  - A Side: Can't Help Forgiving You
  - B Side: I'll Never Be Blue

### The Secrets
- 1966:
  - A Side: It's You
  - B Side: You're Wrong

### Champion Jack Dupree
- 1969
  - A Side: Ba La Fouche (MT/Jack Dupree)
  - B Side: Kansas City (Jerry Leiber/Mike Stoller)

### Martha Velez
- 1969
  - A Side: Tell Mama
  - B Side: Swamp Man

### Keef Hartley Band
- 1969
  - A Side: Don't be afraid
  - B Side: Hickory
- 1969
  - A Side: Halfbread
  - B Side: Waiting around
- 1969
  - A Side: Just to cry
  - B Side: Leave it 'til the morning
- 1969
  - A Side: Plain talkin
  - B Side: We are all the same

1970:
- A Side: Roundabout
- B Side: Roundabout pt 2
1973:
- A Side: Dance to the music
- B Side: You and Me